# Robert Hooke
Robert Hooke (18 tháng 7 năm 1635 – 3 tháng 3 năm 1703) là một nhà khoa học người Anh.
Robert Hooke sinh ngày 18 tháng 9 năm 1635 tại đảo Wight ở ngoài khơi bờ biển phía nam của nước Anh. Cha của Robert là một giáo sĩ Tin Lành, qua đời khi cậu mới 13 tuổi. Vào lúc này, Robert chuyển lên thành phố London để học nghề với Sir Peter Lely, một họa sĩ đứng đầu về môn vẽ chân dung. Nhưng mặc dù Robert có tài, cây cọ và các chất liệu vẽ cũng như cách làm việc không thích hợp với sức khỏe yếu đuối của cậu. Robert Hooke đành thôi nghề hội họa, quay sang học một nghề chân tay khác. Tài khéo tay mà cậu được luyện tập vào thời gian này đã trở nên rất hữu ích cho Robert Hooke về sau.
Khi qua đời, cha của Robert Hooke đã để lại cho con 100 bảng Anh. Đối với thời bấy giờ, đây là một số tiền rất lớn. Nhờ món tiền này, Robert theo học trường Westminster cho tới tuổi 18 rồi sau đó vào trường đại học Oxford. Trong các năm này, Robert làm nhiều công việc để kiếm thêm tiền đồng thời vẫn tỏ ra là một sinh viên xuất sắc.
Trong khoảng thời gian theo đại học Oxford, Robert Hooke đã gặp Christopher Wren và Robert Boyle. Vào thời đó, Boyle hơn Hooke 8 tuổi và là một nhà khoa học xuất sắc lại giàu có. Boyle đã mướn Hooke làm người phụ tá cho mình trong phòng thí nghiệm. Nhiều người tin rằng các công trình nghiên cứu của Boyle, kể cả các định luật về chất khí, đều do khả năng tinh thần và tài khéo léo của Robert Hooke. Khi chiếc bơm chân không được chế tạo trong phòng thí nghiệm của Boyle và được mọi người gọi là chiếc máy của Boyle, chính ông Robert Boyle đã phải tuyên bố một cách công khai về công lao của Hooke trong việc thực hiện chiếc bơm này.
Còn về Christopher Wren, nhà khoa học này rất nổi danh về Hình Học và vào năm 1660, trở thành Giáo sư Thiên Văn của trường đại học Oxford. Năm 1663, ông Wren bắt đầu vào nghề kiến trúc và đã nổi danh do vẽ kiểu nhà thờ Saint Paul của thành phố London. Tại nhà riêng của ông Wren, các nhà khoa học Anh đã tụ họp lại thành Trường Vô Hình để bàn luận về Khoa Học và sau đó, trường này trở thành Viện Khoa Học Hoàng Gia (The Royal Society).
Vào năm 1662, Robert Hooke được bổ nhiệm làm trưởng ban khảo sát (curator of experiments) của Viện Khoa Học Hoàng Gia, lãnh nhiệm vụ thực hành lại các thí nghiệm cho các hội viên khác thấy rõ, nhờ vậy ông đã quen thuộc với mọi ngành khoa học thịnh hành vào thời bấy giờ. Robert Hooke được bầu làm hội viên của Viện Hoàng Gia vào năm 1663 và được bổ nhiệm làm Giáo sư Hình Học (Gresham Professor) của đại học Oxford vào năm 1665.
Khi Viện Hoàng Gia nhận được các bức thư của Anton Van Leeuwenhoek mô tả những điều tìm thấy trong thế giới cực nhỏ, Viện đã hỏi mượn chiếc kính hiển vi của nhà phát minh người Hà Lan kể trên nhưng bị khước từ. Robert Hooke được Viện giao phó cho việc kiểm chứng các khám phá của Van Leeuwenhoek, ông liền chế tạo một kính hiển vi kép rất hữu dụng rồi sau đó còn thực hiện hơn 60 công cuộc khảo sát bằng kính hiển vi, gồm cả sự khám phá ra tế bào thực vật. Hooke đã vẽ một cách rất tỉ mỉ những gì ông đã quan sát thấy, chẳng hạn như cách cấu tạo của lông chim, mắt ruồi, con rận, con bọ chét. Những bức vẽ giá trị này được ông phổ biến qua tác phẩm Micrographia xuất bản vào năm 1664. Như vậy Robert Hooke là người đã phổ biến cách chế tạo và cách dùng kính hiển vi, trong khi Van Leeuwenhoek được gọi là cha đẻ của thứ kính đó.
Vào năm 1666, một trận hỏa hoạn rất lớn xảy ra tại thành phố London. 80 phần trăm thành phố bị thiêu rụi khi ngọn lửa được dập tắt. Công việc thiết kế lại thành phố được giao cho Christopher Wren và Wren đã thuê Robert Hooke làm phụ tá tại phòng kiến trúc. Chính Robert Hooke đã vẽ nhiều đồ án gồm những công sự xây cất vuông góc, với các đường phố thẳng góc với nhau. Nhưng mặc dù rất hoàn hảo, một số dự án bị bác bỏ vì sự phản đối của chủ nhân các tòa nhà còn lại. Cũng vì thế thành phố London ngày nay vẫn còn nhiều đường phố chật hẹp và nhọn góc.
Robert Hooke là một nhà chế tạo dụng cụ khéo léo. Ông đã mang kiến thức về quang học của mình áp dụng vào việc đo lường thiên văn. Hooke cũng đã vẽ kiểu nhiều dụng cụ đo đạc hàng hải gồm cả dụng cụ đo bằng âm thanh và dụng cụ thu thập nước biển ở các chiều sâu khác nhau. Hooke còn cho ấn hành các tập san khí tượng dưới quyền bảo trợ của Viện Hoàng Gia. Ông cũng xác định sự ảnh hưởng tới thời tiết do cách xoay tròn của địa cầu và do sự bức xạ của mặt trời.
Năm năm trước khi Isaac Newton phổ biến tác phẩm "Nguyên Lý" trong đó có nói về lực vạn vật hấp dẫn, Robert Hooke đã trình bày một bài về lực hấp dẫn trong vũ trụ. Tới khi tác phẩm của Newton ra đời, Hooke cho rằng Newton đã dùng kiến thức của mình mà không nói rõ ra. Vì vậy giữa hai nhà khoa học này đã xảy ra sự xích mích chua chát. Thực ra Newton đã lập ra công thức cho lý thuyết của ông 10 năm trước khi tác phẩm "Nguyên Lý" được xuất bản.
Vào năm 1676, Robert Hooke phổ biến định luật đàn hồi theo đó độ dãn của lò xo thì tỉ lệ với sức kéo. Nguyên tắc này được áp dụng vào việc phát minh ra lò xo xoắn. Cách phân tích lò xo khiến cho ông phát minh ra đồng hồ. Vào thời bấy giờ, nhiều người đã dùng đồng hồ quả lắc nhưng phải đặt loại đồng hồ này tại một nơi cố định. Nếu mang lên tàu biển, đồng hồ sẽ chỉ sai giờ và sẽ chạy chậm lại nếu tới gần đường xích đạo do trọng lực giảm. Robert Hooke đã thay thế quả lắc bằng một bánh xe chao và dùng một lò xo cân bằng (balance spring) dao động theo nhịp độ đều đều chung quanh tâm. Lần này, Hooke đã thành công trong cách cải tiến đồng hồ nhưng một phát minh tương tự đã được Christian Huygens thực hiện và cầu chứng vào năm 1675, vì vậy lại xảy ra vụ xích mích, nhưng sau đó giới khoa học đều đồng ý rằng Hooke đã khám phá ra trước và bằng phát minh của Huygens vẫn có giá trị.
Tại Viện Khoa Học Hoàng Gia, Robert Hooke đã giữ chân tổng thư ký cho tới năm 1682, rồi khi không còn đảm nhiệm chức vụ này, ông vẫn gửi các bài khảo cứu tới Viện. Robert Hooke không lập gia đình. Ông chỉ có một người cháu gái sinh sống với ông để coi sóc công việc nội trợ. Hai năm sau khi ông qua đời vào năm 1703, các tập sách ghi chú của ông được xuất bản với 400.000 chữ, chứng tỏ kiến thức của ông rất rộng rãi về nhiều phương diện khoa học.